# Лисоконь Юрій Олександрович
Ю́рій Олекса́ндрович Лисоко́нь (1983—2022) — старший сержант ОЗСП «Азов», оборонець Маріуполя. Кавалер ордена «За мужність» ІІІ ступеня.

## Життєпис
Народився 31 липня 1983 в місті Бурштин Івано-Франківської області.
Закінчив Рогатинський державний аграрний коледж за програмою підготовки водіїв транспортних засобів категорії «С». Працював помічником машиніста екскаватора Бурштинської ТЕС. У мирному житті займався відеозйомкою.
У 2015 році став військовим відеооператором в редакції газети «Чорне сонце» полку «Азов».
У 2016-му сформував та очолив кінологічний підрозділ полку «Азов».
У 2019 році у боях на Світлодарській дузі зазнав травми ноги та голови, однак і далі служив у НГУ.
Під час повномасштабного вторгнення обіймав посаду головного сержанта снайперського підрозділу в ОЗСП «Азов» і з перших днів боронив Маріуполь.

## Загибель
Загинув 8 травня 2022 на території заводу «Азовсталь» від авіаудару.
Залишились дружина, син і донька.

## Нагороди
- «За військову службу Україні» (2019)
- «За оборону Маріуполя»
- Орден «За мужність» ІІІ ступеня (2022, посмертно)